# 顧慕晴
顧慕晴（1957年—），臺灣行政學、中國歷史學者，為國立臺北大學公共行政暨政策系退休教授，中國國民黨籍，畢業於中興法商公行系學士68年班、政大公行系碩士、台大政治系博士，曾任中華民國公共行政學會理事長、國立臺北大學公共事務學院代理院長、國立臺北大學IPUG學程主任、台灣公行系所聯合會（TASPAA）理事、國立臺北大學公共事務學院副院長、國立臺北大學公行系主任、東海大學兼任教授、行政院研考會委員、美國南加大博士後研究員、興大公行系兼任講師，為國內少見同時專精於公共行政學（組織行為、行政倫理居多）與中國歷史（明史、清史居多）的學者，其學術著作多是以中國歷史為體、公共行政學為用，實為罕見又有其特殊性，並著有：《神話與行政倫理》、《中國政治制度史》等多部專書。

## 學歷
- 國立中興大學法商學院（今國立臺北大學）公共行政系（1979年）
  - 與周育仁教授（中國國民黨全國代表大會代表）為同班同學。
- 國立政治大學公共行政系碩士（1981年）
- 國立臺灣大學政治系博士（1991年）

## 經歷
- 1995年，考上教育部公費留考，前赴美國南加州大學博士後進修一年。
- 1999年，出任行政院研究發展考核委員會委員，並主持「公務人員訓練機構資源整合」研究，時任主任委員為中國國民黨籍的楊朝祥。
- 2011年，接替張四明 （页面存档备份，存于）教授出任任教科系系主任。
- 2014年，時任國立臺北大學公共事務學院院長蘇建榮出任柯文哲市府之臺北市政府財政局局長臨時請辭，由副院長代理院長，並於擔任代理院長任內完成改選交接。
- 2015年，當選中華民國公共行政學會理事長。
- 2022年，與鄭又平、周育仁教授共同退休，但仍維持開授「中國政治制度史」與「行政倫理專題」課程。

## 專書
- 《人事行政》（1990）
- 《神話與行政倫理》（1998）
- 《領導者與官僚操守----清聖祖的個案研究》（1998）
- 《中國政治制度史》（2002）